# 贝勒博恩
贝勒博恩是德国莱茵兰-普法尔茨州的一个市镇。总面积2.57平方公里，总人口107人，其中男性49人，女性58人（2011年12月31日），人口密度42人/平方公里。